# Cantone di Trèves
Il Cantone di Trèves era una divisione amministrativa dell'arrondissement di Le Vigan.
A seguito della riforma approvata con decreto del 24 febbraio 2014, che ha avuto attuazione dopo le elezioni dipartimentali del 2015, è stato soppresso.

## Composizione
Comprendeva i comuni di:
- Causse-Bégon
- Dourbies
- Lanuéjols
- Revens
- Saint-Sauveur-Camprieu
- Trèves